# Aeroportul Sremska Mitrovica
Aeroportul Sremska Mitrovica (IATA: SMC, ICAO: LYSM) este un aeroport din Veliki Radinci⁠(d), Grad Sremska Mitrovica⁠(d), Districtul Srem, Voivodina, Serbia ce deservește zona Sremska Mitrovica.
Situat la o altitudine de 93 m, aeroportul dispune de o singură pistă.